# NGC 1938
NGC 1938 ist ein offener Sternhaufen in der Großen Magellanschen Wolke im Sternbild Mensa. Das Objekt wurde am 24. September 1826 von James Dunlop mit einem 9-Zoll-Reflektor entdeckt.